# Unidad del Cuerpo Nacional de Policía Adscrita a la Comunidad Valenciana
La Unidad del Cuerpo Nacional de Policía adscrita a la Comunidad Valenciana, también conocida como Policía de la Generalidad (en valenciano Policia de la Generalitat) o  Policía Autonómica Valenciana es una unidad policial que pertenece orgánicamente al Cuerpo Nacional de Policía de España y que está asignada funcionalmente a la Comunidad Valenciana. No se trata de un cuerpo de policía autonómico como son los casos de los Mozos de Escuadra, la Ertzaintza, la Policía Foral de Navarra o el Cuerpo General de la Policía Canaria. 
Entró en funcionamiento en el año 1993 y actualmente cuenta con unos 500 agentes, de los cuales 350 están en la provincia de Valencia, y el resto a partes iguales en Alicante y Castellón, es decir, 75 agentes en ambas provincias.

## Normativa aplicable
Las leyes y normativa por las que se rige este cuerpo de Policía es la siguiente:
- Ley Orgánica 2/1986, de 13 de marzo, de fuerzas y cuerpos de seguridad.
- Ley Orgánica 4/2015, de 30 de marzo, de protección de seguridad ciudadana.
- R.D. 221/1991, de 22 de febrero, por el que se regula la organización de unidades del Cuerpo Nacional de Policía, adscrita a las comunidades autónomas y se establecen las peculiaridades del Régimen Estatuario de su personal.
- R.D. 1.089/2000, de 9 de junio, por el que modifica el artículo 8 del R. D. 221/1991.
- Orden de 16 de septiembre de 1992, por la que se constituye una unidad del Cuerpo Nacional de Policía y se adscribe a la Comunidad Valenciana.[1]

## Uniforme y vehículos

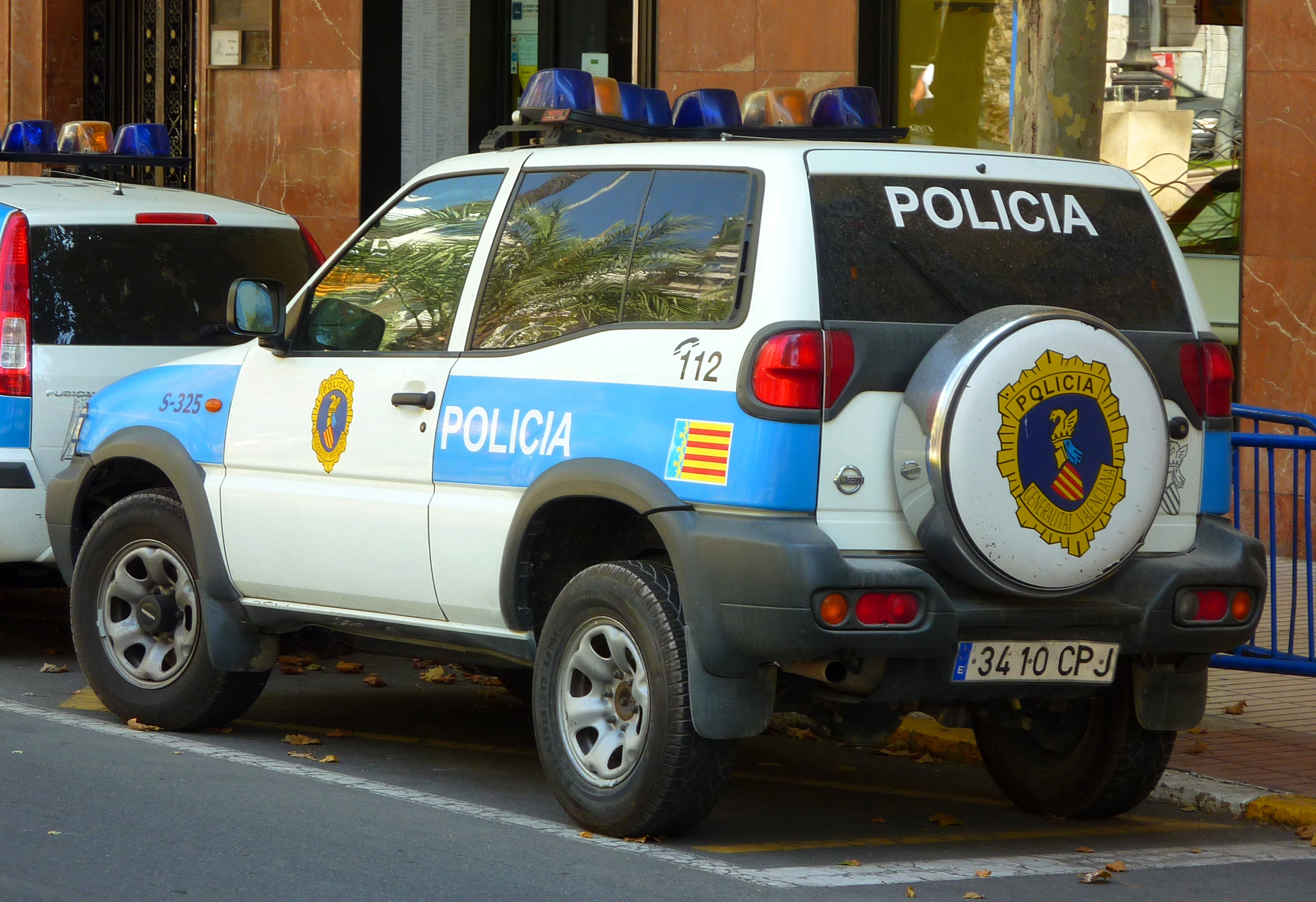
Vehículo de la Policía de la Generalidad.

El uniforme de la Unidad Adscrita es idéntico al del Cuerpo Nacional de Policía, aunque lleva insignias distintivas de la Comunidad Valenciana: un escudo policial diferente de la Comunidad Valenciana en el brazo derecho y en la gorra. El pisa corbatas también incorpora el escudo de la Policía Autonómica sustituyendo al oficial del C.N.P (corbata sólo en el uniforme de representación y gala). Los vehículos de dotación son distintos en modelos y color, siendo este un azul más claro incorporando la bandera de la Comunidad Valenciana, los escudos policiales propios y el rótulo Generalitat Valenciana, tal y como se observa en la imagen. 
En febrero de 2008 la Generalidad Valenciana quiso cambiar la uniformidad de la Unidad Adscrita y dotarla de un uniforme distinto, al estilo de policías autonómicas propias, pero finalmente no fue aprobado por la Dirección General de la Policía. Sobre el año 2011 le fue instaurado el nuevo uniforme de trabajo del Cuerpo Nacional de Policía, siendo este más práctico y operativo eliminándose del mismo la corbata.